# جيسيكا باريه
جيسيكا باريه (ولدت في 5 ديسمبر 1980). هي ممثلة ومغنية كندية. عرفت من خلال أدورها في مسلسل ماد من و متنزه ويكر (2004) و بروكلين (2015).

## الأعمال

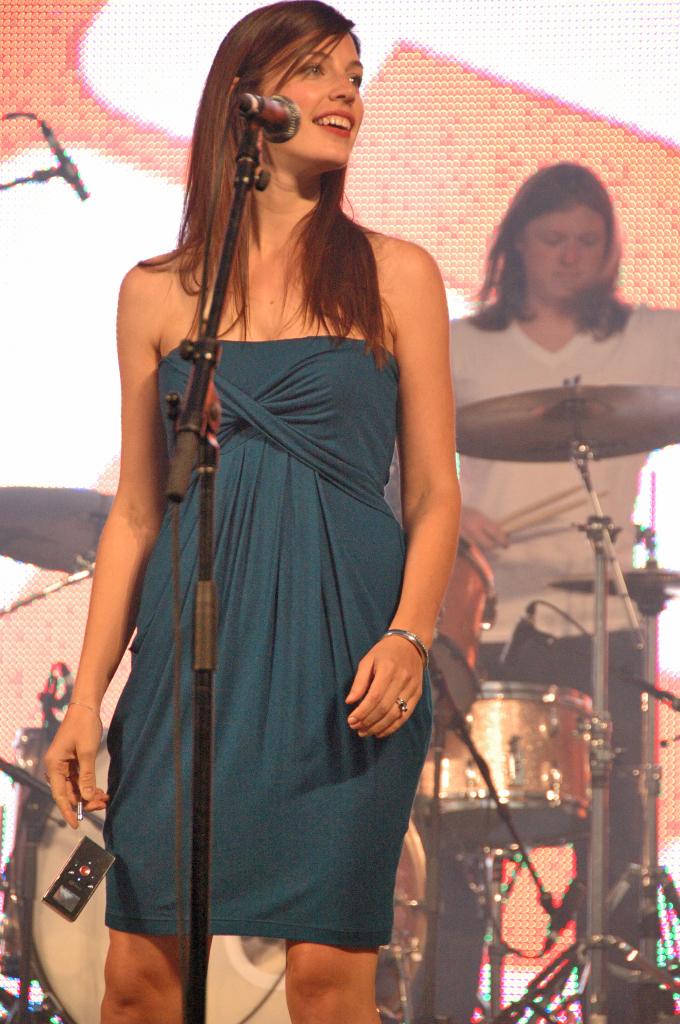
باريه في سبتمبر 2009

### الأفلام
| السنة | العنوان                                 | الدور                  | ملاحظات                                                                   |
| ----- | --------------------------------------- | ---------------------- | ------------------------------------------------------------------------- |
| 2000  | Stardom                                 | Tina Menzhal           |                                                                           |
| 2000  | Holiday                                 | كارول                  |                                                                           |
| 2000  | Possible Worlds                         | Party Guest #1         |                                                                           |
| 2001  | Lost and Delirious                      | Victoria "Tori" Moller |                                                                           |
| 2002  | Bollywood/Hollywood                     | كيمبرلي                |                                                                           |
| 2003  | Posers                                  | أدريا                  |                                                                           |
| 2004  | See This Movie                          | سامنثا براون           |                                                                           |
| 2004  | متنزه ويكر                              | ربيكا                  |                                                                           |
| 2009  | Jusqu'à toi                             | ليزا                   |                                                                           |
| 2009  | Trotsky, Theالتروتسكي (فيلم)            | لورا                   |                                                                           |
| 2009  | Suck                                    | جينيفر                 | Nominated – Canadian Comedy Award for Best Performance by a Female - Film |
| 2010  | Hot Tub Time Machine                    | تارا                   |                                                                           |
| 2010  | Peepers                                 | هيلين                  |                                                                           |
| 2011  | Sorry, Rabbi                            | ماري هيلين             | Short film                                                                |
| 2011  | Beholder                                | ساشا                   | Short film                                                                |
| 2011  | Way of the West, TheThe Way of the West | Amethyst               |                                                                           |
| 2013  | Standby                                 | أليس                   |                                                                           |
| 2015  | بروكلين                                 | السيدة فورتيني         |                                                                           |
| 2016  | Lovesick                                | لورين                  |                                                                           |

### التلفاز
| السنة     | العنوان                                                             | الدور                               | ملاحظات                     |
| --------- | ------------------------------------------------------------------- | ----------------------------------- | --------------------------- |
| 1990      | Baby-Sitters Club, TheThe Baby-Sitters Club                         | حلقة: "Mary Anne and the Brunettes" |                             |
| 1999      | Big Wolf on Campus                                                  | تانيا                               | حلقة: "Time and Again"      |
| 1999      | Bonanno: A Godfather's Story                                        | Rosalie Profaci                     | Television film             |
| 2002      | Napoléon                                                            | Eleanore Denuelle                   | حلقة: "1800-1807"           |
| 2002      | Random Passage                                                      | Annie Vincent (Age 15)              | Miniseries                  |
| 2003      | Death and Life of Nancy Eaton, TheThe Death and Life of Nancy Eaton | Nancy Eaton                         | Television film             |
| 2004      | Deadly Friends                                                      | نانسي إستون                         | Television film             |
| 2004      | Lives of the Saints                                                 | Rita Amherst                        | Television film             |
| 2004–2005 | Jack & Bobby                                                        | Courtney Benedict                   | 21 حلقة                     |
| 2007      | Life                                                                | جوليا                               | Episode: "The Fallen Woman" |
| 2007      | Protect and Serve                                                   | Hope Cook                           | Television film             |
| 2010–2015 | ماد من                                                              | Megan Calvet Draper                 | 43 حلقة                     |
| 2013      | Satisfaction                                                        | Robyn                               | حلقة : "First Contact"      |
| 2017      | سيل تيم                                                             | ماندي                               |                             |

## وصلات خارجية
- جيسيكا باريه على موقع IMDb (الإنجليزية)
- جيسيكا باريه على موقع روتن توميتوز (الإنجليزية)
- جيسيكا باريه على موقع ألو سيني (الفرنسية)
- جيسيكا باريه على موقع ميوزك برينز (الإنجليزية)
- جيسيكا باريه على موقع أول موفي (الإنجليزية)
- جيسيكا باريه على موقع قاعدة بيانات الأفلام السويدية (السويدية)
- جيسيكا باريه على موقع إن إن دي بي (الإنجليزية)
- جيسيكا باريه على موقع أول ميوزيك (الإنجليزية)
- جيسيكا باريه على موقع ديسكوغز (الإنجليزية)
- جيسيكا باريه على موقع قاعدة بيانات الفيلم (الإنجليزية)